# Pagaralam Ulubelu
Pagaralam Ulubelu is een bestuurslaag in het regentschap Tanggamus van de provincie Lampung, Indonesië. Pagaralam Ulubelu telt 1635 inwoners (volkstelling 2010).